# Эйзенштейн, Фердинанд
Фердина́нд Го́ттхольд Макс Э́йзенштейн (нем. Ferdinand Gotthold Max Eisenstein; 16 апреля 1823, Берлин — 11 октября 1852, Берлин) — немецкий математик.
Учился в Берлинском университете, где посещал лекции Дирихле. Защитил диссертацию под руководстром Эрнста Куммера и Николауса Фишера. В 1847—1852 работал в Берлинском университете.
В 29 лет Эйзенштейн заболел туберкулёзом, от которого и умер. Тем не менее за свою короткую жизнь он сумел сделать очень много.
Основные работы в области алгебры (в частности знаменитый критерий неприводимости) и теории чисел (кубический и биквадратический законы взаимности). Интересны его работы по эллиптическим функциям, которые оказали влияние на последующие работы Андре Вейля и Горо Шимуры уже в XX веке.
Гаусс отзывался об Эйзенштейне крайне высоко:
«Было только три математика, сделавших эпоху — Архимед, Ньютон и Эйзенштейн.»